# Habritys latrus
Habritys latrus är en stekelart som beskrevs av Wallace 1954. Habritys latrus ingår i släktet Habritys och familjen puppglanssteklar. Inga underarter finns listade i Catalogue of Life.